# Пекарж, Йосеф
Йосеф Пе́карж (12 апреля 1870, Малы-Рогозец — 23 января 1937, Прага) — чешский историк.
Окончил среднюю школу в Млада-Болеславле (ныне носит его имя), затем изучал историю в Карловом университете в Праге, где в 1890 году опубликовал первую научную статью. Окончил университет в 1893 году, два семестра провёл в Эрлангене и Берлине, затем преподавал в гимназиях в Млада-Болеславе и Праге. С 1895 года сотрудничал в историческом журнале «Českého časopisu historického», в 1898 году став его главным редактором и занимая эту должность на протяжении тридцати лет; написал целый ряд статей по истории для чешскоязычной Научной энциклопедии Отто. В 1901 году стал экстраординарным профессором истории в Карловом университете, в 1905 году — ординарным. В 1916 году был избран действительным членом Чешской Академии наук (членом-корреспондентом было с 1900 года). После Первой мировой войны находился на националистских, антибольшевистских и клерикальных позициях, в 1931—1932 годах был ректором Пражского университета.
Пекарж написал множество исторических работ — в основном по чешской, но также и по всеобщей истории; изучал, в частности, Тридцатилетнюю войну 1618—1648 годов на территории Чехии, период Гуситских войн (к которым относился резко отрицательно, считая их трагедией в истории страны, идеологию гуситов — чуждой чешскому национальному духу, а Яна Жижку и других лидеров — жестокими фанатиками, хотя и признавал их полководческий талант) и историю чешского крестьянства. В своих работах активно защищал Габсбургскую монархию, доказывая, что только в составе Австро-Венгрии и с сохранением господства католической церкви Чехия сможет процветать; в 1912 году выступил с критикой идей Томаша Масарика. После Первой мировой войны стал одним из авторов школьного учебника истории и перешёл на позиции консервативного национализма и значительной идеализации прошлого Чехии. Был одним из активных участников знаменитой полемики «Спор о смысле чешской истории», отвергая идею, что религия была основой чешского исторического развития. Как историк отстаивал мысль о неоднородности идей различных эпох, считая, что необходимо оценивать каждое историческое событие в первую очередь с точки зрения современников этого события.
После установления в Чехословакии социалистического режима его книги были изъяты из библиотек.
Основные работы: «Чешские кадастры, 1654–1789» («České katastry 1654—1789», Прага, 1913—16); «Tři kapitoly o sv. Janu Nepomuckém» (1921); «Bílá Hora» (1921); «Omyly a nebezpečí pozemkové reformy» (1923); «Žižka a jeho doba» (Тома 1—4, Прага, 1928—1933); «Valdštejn» (Тома 1—2, Прага, 1933—1934).